# 奈良県道144号大和郡山上三橋線
奈良県道144号大和郡山上三橋線 （ならけんどう144ごう やまとこおりやまかみみつはしせん）は、奈良県大和郡山市を通る一般県道である。

## 概要
大和郡山市南郡山町から大和郡山市上三橋町に至る。
全体的に1.5 - 2.0車線であるが、近鉄橿原線 近鉄郡山駅からJR西日本関西本線 郡山駅までは一方通行（一部時間除く）であり、歩行者や自転車の通行が多い。大阪府道15号八尾茨木線と同様に自動車での全線一気走破は不可能である。

### 路線データ
- 起点：奈良県大和郡山市南郡山町（矢田口交差点、奈良県道9号奈良大和郡山斑鳩線交点、奈良県道189号矢田寺線起点）
- 終点：奈良県大和郡山市上三橋町（上三橋町交差点、奈良県道51号天理環状線・京都府道・奈良県道754号木津横田線交点、奈良県道187号福住上三橋線終点）

## 路線状況

### 道路施設

#### 橋梁
- 郡界橋（佐保川、大和郡山市）
- 極楽橋（地蔵院川、大和郡山市）

## 地理

### 通過する自治体
- 大和郡山市

### 交差する道路
| 交差する道路                                                                                   | 交差する場所 | 交差する場所          |
| ---------------------------------------------------------------------------------------------- | ------------ | --------------------- |
| 奈良県道9号奈良大和郡山斑鳩線 奈良県道189号矢田寺線 奈良県道266号奈良西の京斑鳩自転車道線 重複 | 南郡山町     | 矢田口交差点 / 起点   |
| 奈良県道108号大和郡山広陵線                                                                    | 新紺屋町     | 新紺屋町交差点        |
| 国道24号 / 奈良バイパス                                                                        | 下三橋町     | 下三橋町交差点        |
| 奈良県道51号天理環状線 京都府道・奈良県道754号木津横田線 奈良県道187号福住上三橋線             | 上三橋町     | 上三橋町交差点 / 終点 |

### 交差する鉄道
- 近鉄橿原線
- 関西本線

### 沿線
- 近鉄橿原線 近鉄郡山駅
- JR西日本関西本線 郡山駅